# Coupe du monde de combiné nordique 2012-2013
Navigation
2011–2012 2013–2014
| \| Kuusamo Lillehammer Erzurum Ramsau am Dachstein Schonach Chaux-Neuve Seefeld in Tirol Klingenthal Sotchi Almaty Lahti Oslo \| Les sites des compétitions (manque Almaty) |
| Kuusamo Lillehammer Erzurum Ramsau am Dachstein Schonach Chaux-Neuve Seefeld in Tirol Klingenthal Sotchi Almaty Lahti Oslo                                                  |

La coupe du monde de combiné nordique 2012-2013 est la 30e édition de la coupe du monde de combiné nordique, compétition de combiné nordique organisée annuellement. Elle s'est déroulée lors de douze réunions du 24 novembre 2012 au 16 mars 2013. Elle a été remportée par l'allemand Eric Frenzel.
Cette coupe du monde débutera en Norvège dans la station de Lillehammer et fera étape au cours de la saison 
en Finlande (Kuusamo et Lahti),
en Turquie (Erzurum),
en Autriche (Ramsau am Dachstein et Seefeld),
en Allemagne (Schonach et Klingenthal), 
en France (Chaux-Neuve),
en Russie (Sotchi),
au Kazakhstan (Almaty)
et s'achèvera en Norvège, à Oslo, sur le stade de Holmenkollen.
Dix-huit épreuves individuelles (Gundersen et course à pénalités) et six épreuves par équipes (par équipes de deux, sur 7,5 km – sprint – ou de quatre, sur 10 km) sont au programme.
Cette compétition donne lieu à deux nouveautés : 
- une épreuve aurait dû se dérouler en Turquie, à Erzurum, sur le site qui accueillit lors de la saison précédente une épreuve de la coupe continentale 2012, mais celle-ci a été annulée pour des raisons financières[1],
- une épreuve aura lieu à Sotchi, en Russie, sur le site des jeux olympiques d'hiver de 2014.

La compétition sera interrompue en février en raison des championnats du monde de ski nordique qui se déroulent du 20 février au 3 mars en Italie, dans le Val di Fiemme.

## Classement général
La coupe du monde obéit à un règlement rédigé par la fédération internationale de ski.

### Points attribués à chaque compétition
| Place | Points | Place | Points | Place | Points |
| ----- | ------ | ----- | ------ | ----- | ------ |
| 1er   | 100    | 11e   | 24     | 21e   | 10     |
| 2e    | 80     | 12e   | 22     | 22e   | 9      |
| 3e    | 60     | 13e   | 20     | 23e   | 8      |
| 4e    | 50     | 14e   | 18     | 24e   | 7      |
| 5e    | 45     | 15e   | 16     | 25e   | 6      |
| 6e    | 40     | 16e   | 15     | 26e   | 5      |
| 7e    | 36     | 17e   | 14     | 27e   | 4      |
| 8e    | 32     | 18e   | 13     | 28e   | 3      |
| 9e    | 29     | 19e   | 12     | 29e   | 2      |
| 10e   | 26     | 20e   | 11     | 30e   | 1      |

### Classements

#### Classement individuel
| Rang | Athlète             | Points |
| ---- | ------------------- | ------ |
| 1.   | Eric Frenzel        | 1034   |
| 2.   | Jason Lamy-Chappuis | 818    |
| 3.   | Akito Watabe        | 721    |
| 4.   | Bernhard Gruber     | 619    |
| 5.   | Magnus Moan         | 592    |
| 6.   | Tino Edelmann       | 523    |
| 7.   | Mikko Kokslien      | 454    |
| 8.   | Wilhelm Denifl      | 418    |
| 9.   | Johannes Rydzek     | 407    |
| 10.  | Sébastien Lacroix   | 403    |

| Rang | Athlète          | Points |
| ---- | ---------------- | ------ |
| 11.  | Björn Kircheisen | 384    |
| 12.  | Miroslav Dvořák  | 348    |
| 13.  | Christoph Bieler | 327    |
| 14.  | Taihei Kato      | 323    |
| 15.  | Yoshito Watabe   | 310    |
| 16.  | Taylor Fletcher  | 303    |
| 17.  | Håvard Klemetsen | 272    |
| 18.  | Magnus Krog      | 364    |
| 19.  | Marjan Jelenko   | 261    |
| 20.  | Jørgen Graabak   | 259    |

| Rang | Athlète         | Points |
| ---- | --------------- | ------ |
| 20.  | Bryan Fletcher  | 256    |
| 22.  | François Braud  | 230    |
| 23.  | Hideaki Nagai   | 220    |
| 24.  | Mario Seidl     | 206    |
| 25.  | Fabian Riessle  | 173    |
| 26.  | Mario Stecher   | 171    |
| 27.  | Jan Schmid      | 160    |
| 28.  | Maxime Laheurte | 137    |
| 29.  | Janis Morweiser | 133    |
| 30.  | Tomaz Druml     | 126    |

## Calendrier

### Épreuves individuelles
| Date                                                                            | Épreuve                             | Vainqueur           | Deuxième            | Troisième         | Leader de la coupe du monde |  |
| 1 – 2. Lillehammer                                                              |                                     |                     |                     |                   |                             |  |
| 24 novembre 2012                                                                | Gundersen – HS106 – 10 km           | Magnus Moan         | Jason Lamy-Chappuis | Bernhard Gruber   | Magnus Moan                 |  |
| 25 novembre 2012                                                                | Course à pénalités – HS138 – 10 km  | Magnus Moan         | Håvard Klemetsen    | Eric Frenzel      | Magnus Moan                 |  |
| 3. Kuusamo                                                                      |                                     |                     |                     |                   |                             |  |
| 1er décembre 2012                                                               | Gundersen – HS 142 – 10 km          | Jason Lamy-Chappuis | Magnus Krog         | Sébastien Lacroix | Jason Lamy-Chappuis         |  |
| 5 – 6. Erzurum                                                                  |                                     |                     |                     |                   |                             |  |
| 8 décembre 2012                                                                 | Gundersen – HS 140 – 10 km          | épreuve annulée     | épreuve annulée     | épreuve annulée   | épreuve annulée             |  |
| 9 décembre 2012                                                                 | Gundersen – HS 140 – 10 km          | épreuve annulée     | épreuve annulée     | épreuve annulée   | épreuve annulée             |  |
| 7 – 8. Ramsau am Dachstein                                                      |                                     |                     |                     |                   |                             |  |
| 15 décembre 2012                                                                | Gundersen – HS 98 – 10 km           | Magnus Moan         | Mikko Kokslien      | Fabian Rießle     | Magnus Moan                 |  |
| 16 décembre 2012                                                                | Gundersen – HS 98 – 10 km           | Mikko Kokslien      | Jason Lamy-Chappuis | Mario Stecher     | Jason Lamy-Chappuis         |  |
| 10. Schonach (Coupe de la Forêt-noire)                                          |                                     |                     |                     |                   |                             |  |
| 6 janvier 2013                                                                  | Gundersen – HS106 – 10 km           | Jason Lamy-Chappuis | Akito Watabe        | Magnus Moan       | Jason Lamy-Chappuis         |  |
| 11. Chaux-Neuve                                                                 |                                     |                     |                     |                   |                             |  |
| 12 janvier 2013                                                                 | Gundersen – HS117 – 10 km           | Tino Edelmann       | Bernhard Gruber     | Akito Watabe      | Jason Lamy-Chappuis         |  |
| 13 - 14. Seefeld                                                                |                                     |                     |                     |                   |                             |  |
| 19 janvier 2013                                                                 | Gundersen – HS109 – 10 km           | Eric Frenzel        | Magnus Moan         | Tino Edelmann     | Jason Lamy-Chappuis         |  |
| 20 janvier 2013                                                                 | Gundersen – HS109 – 10 km           | Eric Frenzel        | Mikko Kokslien      | Taylor Fletcher   | Jason Lamy-Chappuis         |  |
| 15 – 16. Klingenthal                                                            |                                     |                     |                     |                   |                             |  |
| 26 janvier 2013                                                                 | Gundersen – HS 140 – 10 km          | Eric Frenzel        | Tino Edelmann       | Wilhelm Denifl    | Eric Frenzel                |  |
| 27 janvier 2013                                                                 | Course à pénalités – HS 140 – 10 km | Eric Frenzel        | Tino Edelmann       | Johannes Rydzek   | Eric Frenzel                |  |
| 17. Sotchi                                                                      |                                     |                     |                     |                   |                             |  |
| 2 février 2013                                                                  | Gundersen – HS 140 – 10 km          | Bernhard Gruber     | Eric Frenzel        | Wilhelm Denifl    | Eric Frenzel                |  |
| 19 – 20. Almaty                                                                 |                                     |                     |                     |                   |                             |  |
| 9 février 2013                                                                  | Gundersen – HS 140 – 10 km          | Björn Kircheisen    | Akito Watabe        | Christoph Bieler  | Eric Frenzel                |  |
| 10 février 2013                                                                 | Gundersen – HS 140 – 10 km          | Christoph Bieler    | Akito Watabe        | Miroslav Dvořák   | Eric Frenzel                |  |
|                                                                                 |                                     |                     |                     |                   |                             |  |
| Val di Fiemme Championnats du monde de ski nordique (20 février au 3 mars 2013) |                                     |                     |                     |                   |                             |  |
|                                                                                 |                                     |                     |                     |                   |                             |  |
| 22. Lahti                                                                       |                                     |                     |                     |                   |                             |  |
| 8 mars 2013                                                                     | Gundersen – HS 130 – 10 km          | Eric Frenzel        | Akito Watabe        | Taihei Kato       | Eric Frenzel                |  |
| 23 – 24. Oslo                                                                   |                                     |                     |                     |                   |                             |  |
| 15 mars 2013                                                                    | Gundersen – HS 134 – 10 km          | Eric Frenzel        | Akito Watabe        | Yoshito Watabe    | Eric Frenzel                |  |
| 16 mars 2013                                                                    | Gundersen – HS 134 – 15 km          | Jason Lamy-Chappuis | Eric Frenzel        | Wilhelm Denifl    | Eric Frenzel                |  |

### Épreuves par équipes
| Date                                                                            | Épreuve                                      | Vainqueur                                                                    | Deuxième                                                                           | Troisième                                                                 |  |
| ------------------------------------------------------------------------------- | -------------------------------------------- | ---------------------------------------------------------------------------- | ---------------------------------------------------------------------------------- | ------------------------------------------------------------------------- |  |
| 4. Kuusamo                                                                      |                                              |                                                                              |                                                                                    |                                                                           |  |
| 2 décembre 2012                                                                 | Sprint par équipes – HS 142 – 2 × 5 × 1,5 km | Autriche I- Bernhard Gruber - Mario Stecher                                  | Norvège II- Håvard Klemetsen - Mikko Kokslien                                      | France I- Sébastien Lacroix - Jason Lamy-Chappuis                         |  |
| 9. Schonach                                                                     |                                              |                                                                              |                                                                                    |                                                                           |  |
| 5 janvier 2013                                                                  | Par équipes – HS 106 – 4 × 5 km              | Norvège- Håvard Klemetsen - Magnus Moan - Mikko Kokslien - Jørgen Graabak    | Allemagne- Johannes Rydzek - Tino Edelmann - Björn Kircheisen - Eric Frenzel       | États-Unis- Bryan Fletcher - Taylor Fletcher - Todd Lodwick - Bill Demong |  |
| 12. Chaux-Neuve                                                                 |                                              |                                                                              |                                                                                    |                                                                           |  |
| 13 janvier 2013                                                                 | Sprint par équipes – HS 117 – 2 × 7,5 km     | Allemagne I- Eric Frenzel - Tino Edelmann                                    | Norvège I- Magnus Moan - Jørgen Graabak                                            | France I- Sébastien Lacroix - Jason Lamy-Chappuis                         |  |
| 18. Sotchi                                                                      |                                              |                                                                              |                                                                                    |                                                                           |  |
| 3 février 2013                                                                  | Par équipes – HS 140 – 4 × 5 km              | Allemagne- Manuel Faisst - Johannes Rydzek - Björn Kircheisen - Eric Frenzel | France- Sébastien Lacroix - François Braud - Maxime Laheurte - Jason Lamy-Chappuis | Autriche- Bernhard Gruber - Tomaz Druml - Lukas Klapfer - Wilhelm Denifl  |  |
|                                                                                 |                                              |                                                                              |                                                                                    |                                                                           |  |
| Val di Fiemme Championnats du monde de ski nordique (20 février au 3 mars 2013) |                                              |                                                                              |                                                                                    |                                                                           |  |
|                                                                                 |                                              |                                                                              |                                                                                    |                                                                           |  |
| 21. Lahti                                                                       |                                              |                                                                              |                                                                                    |                                                                           |  |
| 9 mars 2013                                                                     | Sprint par équipes – HS 130 – 2 × 7,5 km     | Allemagne I- Johannes Rydzek - Eric Frenzel                                  | Allemagne II- Tino Edelmann - Fabian Riessle                                       | Norvège I- Håvard Klemetsen - Mikko Kokslien                              |  |

## Déroulement de la compétition

### Lillehammer, 24 novembre
La compétition se déroule par temps calme, sur un site manquant de neige : alors que la Norvège était enneigée quelques semaines auparavant, un redoux a fait disparaître le manteau neigeux.
Le concours de saut est remporté par le Norvégien Håvard Klemetsen, devant le Japonais Yoshito Watabe et le Français Jason Lamy-Chappuis. L'épreuve verra la disqualification du Norvégien Mikko Kokslien, troisième du classement général de la précédente coupe du monde : il avait sauté en gardant ouvert le col de sa combinaison, ce qui est interdit par le règlement.
La course de fond sera remportée par le Norvégien Magnus Moan, devant le Français Jason Lamy-Chappuis, tenant du titre, et l'Autrichien Bernhard Gruber, récent vainqueur du grand prix d'été.
La meilleure performance en fond est celle de l'Américain Taylor Fletcher. Le vainqueur de la précédente coupe continentale, le Slovène Marjan Jelenko, termine cinquième, ce qui est sa meilleure performance en coupe du monde.

### Lillehammer, 25 novembre
Le règlement des courses à pénalités précise que, lors de l'épreuve de saut, les concurrents doivent marquer au minimum 35 points de moins que le vainqueur pour être autorisés à prendre le départ de la course de fond.
L'excellent résultat (138,2 points) du vainqueur du concours de saut, le Norvégien Håvard Klemetsen, vainqueur du concours de saut de la veille, provoque mathématiquement l'élimination de coureurs chevronnés, tels le Norvégien Mikko Kokslien (qui n'en a marqué que 100,9) ou l'Allemand Manuel Faißt (98,2 points). Sur les 50 concurrents du saut, seuls 32 seront autorisés à prendre le départ de la course de fond.
Au départ de l'épreuve de fond, qui s'est disputée dans un léger brouillard, seuls deux coureurs n'ont pas de boucles de pénalité à effectuer : Klemetsen et l'Autrichien Bernhard Gruber, troisième de l'épreuve de la veille. Un seul n'a qu'une seule boucle de pénalité à effectuer : le Japonais Yoshito Watabe, troisième du concours de saut. Suivent onze coureurs devant effectuer deux boucles, neuf devant en effectuer trois et neuf devant en effectuer quatre.
Une course par équipes se met alors en place : certains coureurs devant effectuer un grand nombre de boucles commencent l'épreuve en se mettant au service de coureurs pouvant espérer la victoire, et n'effectuent leurs boucles de pénalité qu'en fin d'épreuve. Ce sera le cas du Norvégien Truls Sønstehagen Johansen, passé dans le groupe de tête jusqu'au septième point de chronométrage intermédiaire avant de finir vingt-quatrième à 1 min 32 s du vainqueur, son compatriote Magnus Moan, déjà vainqueur la veille.
Confortant son maillot jaune de leader du classement général, il devance Håvard Klemetsen, norvégien lui aussi, et l'Allemand Eric Frenzel.

### Kuusamo, 1erdécembre
Le Français Jason Lamy-Chappuis remporte le concours de saut devant le Slovène Marjan Jelenko, qui confirme sa bonne forme du moment, et le Japonais Yoshito Watabe. Ce concours est marqué par la mésaventure du Norvégien Håvard Klemetsen, auteur du saut le plus long : 146,5 m, soient 7,5 m de plus que le vainqueur du concours. Mais une réception calamiteuse lui donnera de mauvaises notes qui le verront rétrograder à la vingtième place du concours : il prendra le départ de la course de fond avec un handicap de 1 min 13 s.
Jason Lamy-Chappuis remporte en solitaire la course de fond, qu'il a menée de bout en bout. À environ trente secondes derrière lui s'est formé un groupe de 14 coureurs constitué des Autrichiens Gruber, Stecher et Denifl, des Allemands Bösl et Frenzel, du Tchèque Dvořák, de l'Américain Fletcher, des Japonais Akito et Yoshito Watabe, des Norvégiens Krog et Schmid, du Slovène Jelenko et des Français Lacroix et Laheurte. L'arrivée de ce groupe sera remportée au sprint par le Norvégien Magnus Krog, deux dixièmes de seconde devant le Français Sébastien Lacroix, dont c'est le premier podium individuel en coupe du monde et qui a réalisé la meilleure performance en ski de fond.
Le leader du classement général, le Norvégien Magnus Moan, auteur d'un saut modeste qui l'a fait prendre le départ en vingt-quatrième position, n'a pas réussi à rejoindre le premier groupe de poursuivants. Il termine dix-huitième de l'épreuve et perd son maillot jaune au profit du vainqueur de l'étape, qui le devance désormais de 17 points au classement général.

### Kuusamo, 2 décembre
Le concours de saut est remporté par la première équipe autrichienne, composée de Mario Stecher, champion d'Autriche en titre, qui a effectué le meilleur saut, et de Bernhard Gruber, récent vainqueur du grand prix d'été.
Cette équipe possède 28 secondes d'avance sur ses poursuivants immédiats, la deuxième équipe de Norvège, composée de Håvard Klemetsen et de Mikko Kokslien. Suivent la première équipe du Japon (les frères Akito et Yoshito Watabe), qui prend le départ 36 secondes après le premier, la première équipe de France (Sébastien Lacroix & Jason Lamy-Chappuis), à 51 secondes, la deuxième équipe d'Autriche à 52 secondes et la première équipe finlandaise à 55 secondes.
Mario Stecher et Bernhard Gruber feront course en tête du début à la fin, et s'imposeront. Derrière eux, japonais et norvégiens feront ensemble une grande partie de la course, avant d'être rejoints par l'équipe française. Jason Lamy-Chappuis prendra le dernier relais en tête des poursuivants, mais sera rejoint dans la dernière montée par Mikko Kokslien, qui offrira pour moins d'une seconde la deuxième place à son équipe, devant les Français. La meilleure performance en fond est celle de l'équipe allemande composée de Björn Kircheisen et Eric Frenzel. On notera la performance de l'équipe slovène (Marjan Jelenko & Mitja Oranič) : partie huitième avec un débours de 1 minute 22 secondes, elle termine à 10 secondes des vainqueurs.

### Ramsau, 15 décembre
Le concours de saut est remporté par le jeune autrichien Mario Seidl, certes champion d'Autriche 2011, mais qui n'a jamais marqué de points en coupe du monde bien qu'il ait déjà participé à quelques épreuves. Il devance le norvégien Håvard Klemetsen, dont le bon résultat confirme la bonne forme actuelle en saut.
Lors de la course de fond, disputée sur une neige humide, le deuxième du classement général, le norvégien Magnus Moan, parti en troisième position à 30 secondes de Mario Seidl, mettra un tour et demie à revenir sur la tête de la course. Derrière lui, un gros groupe de poursuivants bataillera jusqu'à se réduire à 7 coureurs à 4 kilomètres de l'arrivée. Il y a là les Allemands Fabian Riessle et Johannes Rydzek, les Autrichiens Mario Seidl et Mario Stecher, l'Américain Bryan Fletcher, le Japonais Taihei Katō et le Norvégien Mikko Kokslien : il emmène ce petit groupe qui ne parviendra pas à rejoindre Moan, qui remporte la course en solitaire. Kokslien termine deuxième, Riessle troisième après avoir bataillé jusqu'au bout avec Stecher, quatrième de la course.
Le cinquième est le Français Jason Lamy-Chappuis, que sa contre-performance en saut fit prendre le départ en vingt-quatrième position avec un débours de 59 secondes. Malgré sa bonne course de fond, il perd le maillot de leader de la coupe du monde au profit du vainqueur de l'étape.
La meilleure performance en fond est celle du Suisse Seppi Hurschler. On notera que le Français Geoffrey Lafarge a marqué lors de cette course ses premiers points en coupe du monde. Il y eut deux abandons : celui du Finlandais Janne Ryynaenen, qui cassa un ski, et celui de l'Autrichien Wilhelm Denifl.

### Ramsau, 16 décembre
Le concours de saut est remporté par le Japonais Yoshito Watabe, devant le Slovène Marjan Jelenko et le Norvégien Håvard Klemetsen, qui a effectué le saut le plus long mais dont les notes furent moins bonnes. Le leader du classement et vainqueur de la veille, le Norvégien Magnus Moan, part en trente-deuxième position avec un handicap de 1 min 14 s, bien après son dauphin, le Français Jason Lamy-Chappuis, qui n'a concédé que 41 secondes.
La course de fond est disputée avec une visibilité médiocre et sur une neige dure, en raison du temps froid. Dès le premier tour un groupe de quatre coureurs se forme en tête. Emmené par Jelenko, il comprend Y. Watabe, Klemetsen et Bernhard Gruber. Un deuxième groupe les rattrapera à mi-course : fort de neuf coureurs, il comprend notamment Mario Stecher, Sébastien Lacroix, qui fait forte impression, Jason Lamy-Chappuis et Akito Watabe. Ce groupe grossira au point de compter vingt-cinq coureurs au kilomètre 7,5, à un tour de l'arrivée. Parmi eux, le norvégien Mikko Kokslien, parti vingt-et-unième à 54 secondes, et l'Allemand Eric Frenzel, parti vingt-septième à 1 min 06 s. Kokslien s'impose au sprint devant Lamy-Chappuis : une photo-finish les départagera. Stecher est troisième et Frenzel, arrivé quatrième, réalise la meilleure performance en fond.
Moan, arrivé vingt-et-unième à plus de 23 secondes du vainqueur, perd le maillot de leader au profit de Lamy-Chappuis.

### Schonach, 5 janvier
Il y a onze équipes au départ : parmi les nations figurant au classement, seules les fédérations d'Estonie et de Suisse n'alignent pas d'équipe pour cette épreuve. Le concours se déroule dans le brouillard, au milieu d'un paysage exempt de neige : l'enneigement abondant de décembre fut victime du redoux.
La première série de sauteurs est surclassée par l'Autrichien Christoph Bieler : sur le tremplin dont le point K est à 95 mètres, il réalise en début de concours le meilleur saut de la matinée, son bond de 100 mètres lui rapportant 122,5 points. Suivent les équipes norvégienne (Jørgen Graabak à 118 points pour 98 m), japonaise (Hideaki Nagai, 97,5 m, 115,8 points), française et allemande. Ce classement ne variera pas lors des sauts des deuxième et troisième séries de sauteurs. Lors de la dernière série, le Norvégien Håvard Klemetsen fêtera son anniversaire en réalisant le saut le plus long (101,5 m), qui ne lui rapportera que 119,8 points : ses notes sont inférieures à celles de Bieler et des points lui ont été ôtés pour compenser un vent qui lui fut plus favorable.
D'autre part, l'excellent saut de l'Allemand Eric Frenzel permettra à son équipe de ravir pour deux points la quatrième place du concours à l'équipe de France.
Le concours est donc remporté par l'équipe de Norvège devant celle d'Autriche avec une écart très faible : 0,2 points. Ces deux équipes s'élanceront donc en même temps, suivies par celle du Japon à 20 secondes (Yoshito Watabe réalisant le deuxième meilleur saut du concours), celle d'Allemagne à 38 secondes et celle de France à 41 secondes.
La course de fond est disputée en huit tours de 2,5 km sur des couloirs de neige maintenus en état par de nombreux bénévoles. Le temps est très doux et la neige humide, voire collante.
Le Norvégien Klemetsen, fondeur à priori le moins talentueux de son équipe, est désigné par celle-ci pour commencer l'épreuve. L'équipe d'Autriche, orpheline de son champion de l'année, Mario Stecher, récemment blessé, choisit son coureur le moins expérimenté, le jeune Sepp Schneider. Celui-ci parviendra à distancer Klemetsen au début du deuxième tour et terminera son relais avec une avance de 9,5 secondes. Cette avance ne suffira pas au deuxième relayeur autrichien, Christoph Bieler : il sera rapidement rejoint par Magnus Moan. Dès lors, l'équipe de Norvège ne quittera plus la tête de la course. Derrière la tête de course s'organise un gruppetto composé par les coureurs allemands, japonais et français.
Moan s'isole en tête au début du quatrième tour et son équipe remportera l'épreuve en solitaire avec 48,5 secondes d'avance sur l'équipe d'Allemagne, arrivé deuxième : le coureur Tino Edelmann a faussé compagnie au Japonais Hideaki Nagai et au Français François Braud et poursuivi son effort au point de rattraper l'Autrichien Bieler à la fin de son relais. Or le troisième relayeur autrichien, Wilhelm Denifl, n'a pu rivaliser avec son homologue allemand, Björn Kircheisen : il termine son relais avec plus de quarante-cinq secondes de retard sur celui-ci et enterre les espoirs de deuxième place de son équipe.
Le calvaire autrichien ne s'arrêtera pas là : une excellente équipe américaine, où figure Todd Lodwick, actuel leader de la coupe continentale, qui a choisi de faire l'impasse sur les épreuves de cette compétition organisées au même moment à Wisła (Pologne), a réussi à revenir, depuis sa sixième place de départ et son handicap de 57 secondes, sur le duo franco-japonais, puis sur le quatrième relayeur autrichien et dernier vainqueur du grand prix d'été, Bernhard Gruber, qui laissera échapper pour sept secondes une troisième place qui semblait acquise à son équipe. L'équipe américaine termine donc troisième. Taylor Fletcher, son deuxième relayeur, a réalisé le meilleur temps en fond, parcourant ses cinq kilomètres en 12 minutes 39 secondes.

### Chaux-Neuve, 12 janvier
Par une journée froide et ensoleillée, le concours de saut est remporté par Bernhard Gruber, pour un saut à 114 mètres qui lui vaut 132 points. Classé immédiatement après lui, le Norvégien Håvard Klemetsen a obtenu 131,9 points : il partira en même temps que Gruber. Viennent ensuite l'Allemand Tino Edelmann, qui était l'homme en forme au début de la saison dernière, le Slovène Marjan Jelenko, et de nombreux Japonais : les deux frères Akito et Yoshito Watabe, Taihei Kato et Hideaki Nagai se classent parmi les douze premiers. Le leader de la coupe du monde, le Français Jason Lamy-Chappuis, qui court à domicile, se classe quatorzième, derrière son compatriote Sébastien Lacroix. Ses challengers, les Norvégiens Magnus Moan et Mikko Kokslien, font des performances décevantes : ils se classent respectivement trentième-huitième et trentième.
Dans le premier tour de la course de fond, un petit groupe se forme en tête : il y a là Gruber, Edelmann, Watabe, Klemetsen et Marjan Jelenko. Il augmente graduellement son avance mais perd Klemetsen dès le kilomètre 3,3. À mi-course, ce petit groupe possède vingt secondes d'avance sur ses poursuivants : les Français Lamy-Chappuis et Sébastien Lacroix, les Allemands Eric Frenzel et Manuel Faißt, les Japonais Yoshito Watabe et Hideaki Nagai, l'Autrichien Christoph Bieler et le norvégien Magnus Krog. Mais les hommes de tête ne les laissent pas revenir et poursuivent leur effort. Jelenko est décroché à son tour, mais les poursuivants ne réussissent pas à faire la jonction. Au début du dernier tour, Edelmann et Gruber attaquent et décrochent Akito Watabe, qui perd quelques longueurs. Tino Edelmann attaque à nouveau dans les derniers mètres et s'impose devant ses deux compagnons d'échappée. Derrière eux, Lamy-Chappuis, qui malgré une belle course n'a jamais réussi à rejoindre le trio de tête, se fait doubler en fin de course par Eric Frenzel et Björn Kircheisen, pourtant parti vingt-cinquième. Avec une victoire augmentée de deux coureurs classés parmi les cinq premiers, l'Allemagne se hisse à la deuxième place du classement de la coupe des nations, au détriment de la France. Le meilleur temps de fond est celui de l'Américain Taylor Fletcher : parti en trente-cinquième position, il termine dixième, à moins de vingt-quatre secondes du vainqueur.
Deux chutes ont eu lieu durant l'épreuve de fond : celle de Sébastien Lacroix, qui lui fit perdre un peu de temps (il finit treizième, à 32 secondes, après avoir longtemps skié en sixième position) et celle, bien plus grave, du champion d'Autriche Mario Seidl, qui ne finira pas l'épreuve. Après la chute de Mario Stecher début janvier, l'équipe autrichienne perd dans cette chute un élément de plus, qui sera absent pour quelques semaines, et ce alors que les prochaines épreuves se déroulent sur son sol.

### Chaux-Neuve, 13 janvier
Le concours de saut est remporté par la paire autrichienne composée de Bernhard Gruber et de Christoph Bieler, devant les Allemands Tino Edelmann et Eric Frenzel, à sept secondes, et les duos japonais (Yoshito Watabe et Hideaki Nagai, à 35 secondes) et français (Sébastien Lacroix et Jason Lamy-Chappuis, deux secondes plus tard). À noter que la paire japonaise formée par Yusuke Minato et Akito Watabe est disqualifiée, en raison d'un équipement non conforme de ce dernier.
Lors de l'épreuve de fond, l'Autrichien Bieler est aligné en même temps que l'Allemand Frenzel, tandis que Gruber prendra le deuxième relais, tout comme Edelmann. Ces deux paires resteront ensemble lors des six premiers passages de relais.
Deux groupes se forment derrière eux : le premier comprend les premières équipe de Norvège, de France, la deuxième équipe du Japon (et seule en lice) et l'équipe slovène. Immédiatement après on trouve les deuxièmes équipes norvégienne, autrichienne, allemande et française. Lors de son premier relais, l'Allemand Björn Kircheisen rejoint le premier groupe. Au relais suivant, l'équipe slovène est décrochée : ne restent parmi les poursuivants que les deux équipes norvégiennes, la première équipe française et la deuxième équipe allemande.
À son quatrième relais, le coureur autrichien Bieler ne réussit plus à suivre l'Allemand Frenzel : la première équipe d'Allemagne s'imposera en solitaire. Ses quatre poursuivants ont rattrapé l'équipe autrichienne distancée par la tête de la course, puis l'ont distancée à leur tour. L'arrivée au sprint donne lieu à une photo finish : la première équipe de Norvège prendra la deuxième place devant la première équipe française.
La meilleure performance en fond fut celle de la deuxième équipe allemande, formée par Björn Kircheisen et Johannes Rydzek.
À noter que l'équipe de Finlande déclara forfait pour l'épreuve de fond, pour cause de maladie.

### Seefeld, 19 janvier
La compétition débute par une performance autrichienne lors du pocket jump : trois coureurs autrichiens (Christoph Bieler, Bernhard Gruber et Wilhelm Denifl) occupent les trois premières places du classement. Deux faits notables : le champion américain Johnny Spillane ne parvient pas à se qualifier, et le Norvégien Håvard Klemetsen ne prend pas part à la compétition.
Le concours de saut est remporté par Bernhard Gruber devant le Slovène Marjan Jelenko et Wilhelm Denifl. Les Japonais Hideaki Nagai et Taihei Katō ont réalisé de bonnes performances et se classent 4e et 5e. Trois Allemands se classent parmi les dix premiers : Eric Frenzel, 6e, Tino Edelmann, 8e & Johannes Rydzek, 9e. L'Autrichien Mario Seidl, blessé lors de la précédente compétition à Chaux-Neuve, réussit à se classer 12e. Les leaders du classement général font des contre-performances : le Japonais Akito Watabe est 13e, le Norvégien Magnus Moan 19e et le Français Jason Lamy-Chappuis 26e avec un handicap de 1 minute 21 secondes.
Lors de la course de fond, Gruber, parti seul en tête, est rapidement rejoint par Jelenko. Mais celui-ci ne réussit pas à suivre le rythme de l'autrichien et décroche.
Derrière, un petit groupe s'organise, sous l'impulsion des trois Allemands Frenzel, Edelmann et Rydzek, qui ont rejoint les Japonais Nagai et Katō. Ils reprennent Denifl, puis Jelenko, qui n'a pas réussi à suivre le rythme de Gruber, resté seul en tête. Son avance fond inexorablement : à mi-course, ses poursuivants sont à six secondes.
Au milieu du troisième tour, ne restent en tête que Hideaki Nagai, Gruber, Frenzel, Jelenko et Edelmann. Une accélération de Frenzel lui permettra de s'isoler en tête de la course et de la remporter en solitaire. De ses compagnons, seul Edelmann pourra résister au retour d'un groupe de coureurs partis avec un fort handicap : Magnus Moan, parti 19e, termine deuxième de l'épreuve devant Edelmann. Mikko Kokslien, parti 22e à 1 minute 17, termine au pied du podium, devant l'Américain Taylor Fletcher, parti 28e à 1 minute 36 et meilleur temps en fond.

### Almaty, 10 février
Le concours de saut est remporté par Christoph Bieler devant son compatriote Mario Seidl suivi de Taihei Katō et de Marjan Jelenko.
La course de fond sera menée de bout en bout par Bieler, qui s'imposera en solitaire pour sa sixième victoire individuelle en coupe du monde, compétition à laquelle il participa pour la première fois en 1997.
Derrière lui, les Japonais Katō et Watabe (parti septième) rattrapent Seidl à la fin du deuxième tour d'un épreuve qui en compte cinq. Immédiatement, Akito Watabe part seul en chasse mais ne parvient pas à rattraper le leader. Il terminera deuxième, comme la veille.
Le troisième est le Tchèque Miroslav Dvořák, qui décroche là son premier podium en coupe du monde. Il a résisté au retour d'un groupe emmené par Björn Kircheisen. Ce dernier terminera en cinquième place après avoir pris le départ en vingt-et-unième position : il réalise la meilleure performance du jour en fond.